# ويليام إليس (عسكري)
ويليام إليس (بالإنجليزية: William Ellis)‏ هو عسكري أمريكي، ولد في 1834 في إنجلترا في المملكة المتحدة، وتوفي في 1 فبراير 1875 في مقاطعة سان بيرناردينو في الولايات المتحدة.